# Mikhail Aleksandrovich Bakunin
Mikhail Aleksandrovich Bakunin (tiếng Nga: Михаи́л Алекса́ндрович Баку́нин; 30 tháng 5 [lịch cũ 18 tháng 5], 1814 – 1 tháng 7 năm 1876) là nhà chủ nghĩa xã hội tự do cá nhân, nhà cách mạng người Nga. Ông được xem là một trong những nhân vật có ảnh hưởng nhất của chủ nghĩa vô trị.